# Spilosoma erythrophleps
Spilosoma erythrophleps är en fjärilsart som beskrevs av George Francis Hampson 1894. Spilosoma erythrophleps ingår i släktet Spilosoma och familjen björnspinnare. Inga underarter finns listade i Catalogue of Life.